# Heinrich Cornelius Agrippa
 Der er for få eller ingen kildehenvisninger i denne artikel, hvilket er et problem. Du kan hjælpe ved at angive troværdige kilder til de påstande, som fremføres i artiklen.

Heinrich Cornelius Agrippa von Nettesheim (14. september 1486 – 18. februar 1535) var en tysk magiker, filosof, okkult forfatter, teolog, astrolog og alkymist.

## Tidligt liv og uddannelse
Agrippa blev født i Nettesheim i nærheden af Köln den 14. september 1486 af en middeladelfamilie. Mange medlemmer af hans familie havde været i tjeneste i Huset Habsburg. Agrippa studerede ved universitetet i Köln fra 1499 til 1502 (13-16 år), hvor han modtog graden magister artium. Universitetet i Köln var et af thomismens centre, og det kunstfaglige fakultet var delt mellem de dominerende thomister og albertisterne. Det er sandsynligt, at Agrippas interesse for det okkulte kom fra denne albertistiske indflydelse. Agrippa kaldte selv Alberts Spekulum som en af hans første okkulte studietekster. Han studerede senere i Paris, hvor han tilsyneladende deltog i et hemmeligt selskab involveret i det okkulte.

## militær karriere
I 1508 rejste Agrippa til Spanien for at arbejde som lejesoldat. Han fortsatte sine rejser gennem Valencia, Balearerne, Sardinien, Napoli, Avignon og Lyon. Han tjente som kaptajn i den romerske kejser Maximilian I's hær. Denne tildelte senere Agrippa titel af Ridder.

I sine skrifter tilskriver Agrippa af Nettesheim hver eneste planet det, som han kalder ”Planet intelligens”. Dette er i overensstemmelse med det, som stadig var bevaret fra gammel tid, og selv på hans tid var det mere end en tradition. At se op på planeterne på den måde, som senere blev almindeligt i den sene astronomi, og som stadig er almindeligt i dag, ville havde været fuldstændig umuligt for et menneske som Agrippa af Nettesheim. Den ydre planet, alle ydre stjerner, var ikke andet end det ydre tegn på en fremstilling, et billede så at sige, på tilstedeværelsen af åndelige væsner, til hvem man kunne se op på med sjælens øje, når man så i retning af stjernen. Agrippa af Nettesheim vidste, at de væsner, som er forenet med hver enkelt stjerne, er væsner, som behersker stjernens eller planetens indre eksistens, de hersker også over planetens bevægelse i universet, hele den særlige stjernes aktivitet, og sådanne væsner benævnte han ”Stjernernes intelligens”.
Agrippa viste også, hvorledes modstandskræfter på samme tid arbejder fra stjernen, væsner som underminerede stjernens gode handlinger. De arbejder ud fra stjernen og ind i den, og disse væsner kaldte han ”Stjernens Dæmon.”
- Wikimedia Commons har flere filer relateret til Heinrich Cornelius Agrippa